# Bienal Internacional de Arte Contemporáneo de Sevilla
Die Bienal Internacional de Arte Contemporáneo de Sevilla (BIACS) ist eine internationale Biennale für zeitgenössische Kunst, die seit 2004 in Sevilla stattfindet.

## Geschichte
Die erste Kunstbiennale von Sevilla (BIACS1) fand von Oktober bis Dezember 2004 unter dem Titel La alegría de mis sueños („Die Freude meiner Träume“) statt. Die Ausstellung wurde von Harald Szeemann kuratiert und zählte etwa 40.000 Besucher. Ausgestellt wurden Werke von gut 60 Künstlern. Parallel zur Kunstausstellung fand eine Kulturbiennale unter dem Titel Hospitalidad y Tolerancia („Gastfreundschaft und Toleranz“) statt, in der Performance, Theater und Musik aufgeführt sowie Filme gezeigt wurden.
Die zweite Kunstbiennale von Sevilla (BIACS2) fand von Oktober 2006 bis Januar 2007 unter dem Titel Lo Desacogedor – Escenas Fantasmas en la Sociedad Global („Das Ungemütliche – Phantomszenen in der globalen Gesellschaft“) statt und wurde von Okwui Enwezor kuratiert. An der Ausstellung nahmen etwa 90 Künstler und Kunstgruppen teil.
Die dritte Kunstbiennale (BIACS3) fand von Oktober 2008 bis Januar 2009 unter dem Titel youniverse statt und wurde von Peter Weibel kuratiert. In der Ausstellung wurden Werke von mehr als 150 Künstlern gezeigt. Hauptausstellungsort war wie in den Vorjahren das Centro Andaluz de Arte Contemporáneo (CAAC) im ehemaligen Kloster La Cartuja, aber auch an anderen Orten in Sevilla sowie in der Alhambra.

## Kataloge
- Harald Szeemann (Hrsg.): La alegría de mis sueños / I. Bienal Internacional de Art Contemporánea de Sevilla. Fundación Biacs, Sevilla 2004, ISBN 84-609-2370-3. (Katalog BIACS1)
- Okwui Enwezor (Hrsg.): The unhomely / 2nd International Biennial of Contemporary Art of Seville. Fundación Biacs, Sevilla 2006, ISBN 84-934879-3-7. (Katalog BIACS2)
- Rubén Barroso (Hrsg.): Youniverse. Fundación Biacs, Barcelona 2008, ISBN 978-84-612-7285-3. (Katalog BIACS3)